# Nephodia monochroma
Nephodia monochroma är en fjärilsart som beskrevs av Paul Dognin 1913. Nephodia monochroma ingår i släktet Nephodia och familjen mätare. Inga underarter finns listade i Catalogue of Life.